# Marine Le Pen
Marion Anne Perrine "Marine" Le Pen, född 5 augusti 1968 i Neuilly-sur-Seine, är en fransk advokat och politiker. Mellan 2011 och 2021 var hon partiledare för det franska nationalistiska partiet Nationell Samling (RN). Därefter avgick Le Pen som partiordförande, för att kunna fokusera fullt ut sin kandidatur i franska presidentvalet 2022. Hon är den yngsta dottern av tre till partiets grundare Jean-Marie Le Pen, samt moster till Marion Maréchal.

## Biografi
Marine Le Pen är den yngsta av tre döttrar till Jean-Marie Le Pen och Pierrette Lalanne. Hennes födelsenamn är Marion Anne, men hon har sedan ändrat namn till Marine som hon kallats sedan tidig ålder. År 1976, när Marine var åtta år gammal, utsattes familjen Le Pens bostad i Paris för ett bombattentat. Marine säger att hennes uppväxt dels präglades av denna händelse, men även av att vara dotter till Jean-Marie Le Pen, något som enligt Marine innebar negativa reaktioner från omgivningen, till exempel från elever och lärare. Hennes föräldrar separerade 1987 och Marine tappade kontakten med sin mor.
Le Pen studerade vid Université Panthéon-Assas i Paris. Hon avlade juristexamen (LL.M.) 1991. Hon avlade även masterexamen (DEA) i straffrätt 1992. Samma år erhöll hon behörighetsbevis för advokatyrket. Hon arbetade därefter mellan åren 1992 och 1998 som advokat i Paris och var medlem i Paris advokatsamfund. Därefter började hon arbeta som chefsjurist för det politiska partiet Front National, vilket hon var fram till 2003.
Mellan åren 1995 och 2000 var hon gift med Franck Chauffroy, med vilken hon har tre barn (Jehanne, Louis och Mathilde). 2002 gifte hon om sig med Eric Lorio, men separerade 2006. Mellan 2009 och 2019 var hon i ett förhållande med politikern Louis Aliot.

## Politisk karriär
Le Pen har varit folkvald politiker sedan 1998, då hon för första gången valdes in som regionfullmäktige i Nord-Pas-de-Calais. Vid valen 2004 blev hon i stället regionfullmäktige i Parisregionen, men kunde återvända till Nord-Pas-de-Calais efter regionvalen 2010. Le Pen valdes också till Europaparlamentariker i valet 2004. Hon omvaldes 2009 och 2014. Under 2012 var hon även vice ordförande för Europeiska frihetsalliansen (EAF).
Mellan 16 januari 2011 och 13 september 2021 var Le Pen partiledare för Nationell samling, efter att hennes far Jean-Marie Le Pen avgått från posten. Hon kandiderade i det franska presidentvalet 2012. I presidentvalets första omgång kom hon trea bakom François Hollande och den då sittande presidenten Nicolas Sarkozy, vilket innebar att hon inte blev en av de två som gick vidare till den andra och sista omgången. Totalt fick Le Pen 17,90 procent (6,4 miljoner röster) i den första omgången, vilket var Nationell samlings dittills bästa valresultat.

### Presidentvalet 2017
Vid en opinionsundersökning ett par veckor efter terrorattentaten i Paris 2015, fastställde opinionsinstitutet att om det hade varit presidentval skulle Le Pen ha fått 29-31 procent av rösterna i den första omgången. Hon skulle därmed ha fått flest röster och gått vidare till andra omgången. Efter henne kom i opinionsundersökningen Nicholas Sarkozy, medan den sittande presidenten François Hollande inte skulle ha tagit sig vidare till den andra omgången.
Den 8 april 2016 tillkännagav Le Pen sin kandidatur i det franska presidentvalet 2017. Hennes kampanjslogan var "au nom du peuple" (franska för "i folkets namn"). I den första omgången av det franska presidentvalet den 23 april 2017 fick Le Pen och Nationell samling sitt bästa valresultat i första omgången någonsin med 21,3 procent av rösterna. Le Pen tog sig därmed vidare till presidentvalets andra och sista omgång den 7 maj där hon mötte kandidaten Emmanuel Macron. Hon blev den andra kvinnan i Frankrikes historia att ta sig vidare till presidentvalets andra omgång, och vid seger där hade hon blivit landets första kvinnliga president. Le Pen besegrades av Macron med cirka 35 mot 65 procent av rösterna.
Inför valet 2017 var Marine Le Pen i Moskva i rollen som "en eventuellt blivande ledare för landet" och träffade Rysslands president Vladimir Putin. Ett fotografi där Le Pen skakar hand med Putin från den träffen var med i den folder som partiet tryckte upp inför franska valet 2022. 1,2 miljoner exemplar hann skickas ut till partiets lokal kontor innan direktiv kom att de skulle förstöras, detta på grund av Rysslands invasion av grannlandet Ukraina.
2020 kom en fransk domstol fram till att Marine Le pens parti, inför valet 2017, hade lånat €9 miljoner av First Czech-Russian Bank

### Presidentvalet 2022
I januari 2020 meddelade Marine Le Pen att hon avsåg att kandidera i Presidentvalet i Frankrike 2022..
Våren 2021 sa Le Pen att hon ville se en samlingsregering, och att hennes första beslut som president troligen skulle vara att hålla folkomröstning om invandring. Hon meddelade också att hon kommer avgå som partiordförande för att kunna ägna sig fullt ut åt valkampanjen, men att avgången kommer ske först efter att hon blivit återvald och bekräftad som partiets presidentkandidat på partikongressen i juli samma år. Så skedde också, och när hon väl avgick, den 13 september 2021, efterträddes hon av partiets förste vice ordförande, den då 26-årige Jordan Bardella.
Bland de politiska förslag som Len Pen lade fram i september 2021 var att förstatliga motorvägsnätet och en privatisering av statlig radio och tv. Båda förslagen syftade till att minska kostnaderna för fransmännen, genom sänkta motorvägs- och licensavgifter. Hon föreslog också att införa proportionella val till parlamentet och rätt till folkinitiativ om folkomröstning.
I början av 2022 rapporterade media att Le Pen inte längre motsätter sig dubbelt medborgarskap, en kärnpunkt i hennes tidigare presidentvalskampanjer 2012 och 2017. Beslutet överraskade partiledningen, då hon hade fattat det själv utan större förankring.
Den 10 april 2022 genomfördes den första valomgången i presidentvalet. Sittande presidenten Emmanuel Macron och Marine Le Pen kvalificerade sig för den andra valomgången, som genomförs den 24 april. Le Pen fick 8 136 000 röster, vilket utgör 23,15 % av de avlagda rösterna mot 27,84 % för Macron.

## Ideologiska ställningstaganden
I en intervju med The Daily Telegraph i december 2010 uttryckte Le Pen oro över islamiseringen av det franska samhället och menade att islams ständigt tilltagande politiskt-religiösa krav hotar civilisationens överlevnad. Le Pen underströk dock att hon och partiet Nationell samling inte motsätter sig islam som religion, utan enbart islamiseringen av Frankrike.
Sedan Le Pen gick med i Nationell samling har hon förespråkat tolerans för abort och homosexualitet, vilket särskilt retat upp några av partiets traditionella katolska väljare. Hon anser även att antisemitism är oacceptabelt i det moderna franska samhället. Le Pen har arbetat för att utvidga Nationell samlings väljarbas till grupper som traditionellt inte attraherats av fransk nationalkonservatism och har vunnit framgångar både bland judiska och homosexuella väljare; två grupper som hotas av radikal islamism.
Inför det franska presidentvalet 2017 sade Le Pen att hon vill att Frankrike ska lämna euron som valuta och återgå till fransk franc. I samma tal nämnde Le Pen även att hon önskar förstatliga energibolaget GDF-Suez, lägga importavgifter på utländskt producerade basprodukter som textilier samt att utöka det statliga stödet till inhemska företag.
Le Pen har en euroskeptisk hållning och är kritisk till EU. Hon har benämnt EU som en totalitär struktur av överstatlighet på väg mot undergång. Hon är även motståndare till turkiskt medlemskap i EU. Vänsterkoalitionen Syrizas valseger i Grekland 2015 hyllades av henne som ett slag mot EU och "en seger för demokratin". Med anledning av konflikten i östra Ukraina och Krimkrisen har hon anklagat EU för att vara "amerikanska lakejer". Le Pen anser att en palestinsk stat bör bildas.

## Bedrägeridom
Den 31 mars 2025 dömdes Le Pen och åtta av hennes partikamrater för förskingring.
 Domen kan göra det omöjligt för henne att ställa upp i 2027 års val. 

### Självbiografi
- À contre flots, Jacques Grancher, 2006 ISBN 2733909576 (franska)